# Fauria crista-galli
Fauria crista-galli är en vattenklöverväxtart. Fauria crista-galli ingår i släktet Fauria och familjen vattenklöverväxter.

## Underarter
Arten delas in i följande underarter:
- F. c. crista-galli
- F. c. japonica